# سنغر (مقاطعة دورود)
سنغر (بالفارسية: سنگر) هي قرية تقع في قسم جان الريفي (مقاطعة دورود) في إيران. يقدر عدد سكانها بـ 370 نسمة بحسب إحصاء 2016.